# Бушмейстер
Бушме́йстер, или суруку́ку (лат. Lachesis muta) — самый крупный представитель ядовитых змей Южной Америки семейства гадюковых, подсемейства ямкоголовых змей. Вид встречается редко, так как населяет преимущественно необжитые территории.
Змея ведет одиночный образ жизни. Продолжительность жизни около 20 лет. Период спаривания — весна.

## Описание
Бушмейстер достигает в длину 2,5—3 м, очень редко до 4 м. Масса тела от 3 до 5 кг. Тело стройное, в разрезе образует треугольник. Кожа покрыта ребристой чешуей. Конец хвоста бушмейстера твёрдый и полый, хотя на хвосте нет погремушки, удары хвостом о растения вызывают гул, напоминающий звук погремушки гремучих змей. Голова относительно большая, клиновидная, сужающаяся к морде. Чешуя на голове более тонкая, чем на теле. Окраска бушмейстера желтовато-коричневая, характерен рисунок на теле сурукуку в виде крупных тёмно-бурых ромбов. Глаза крупные, зрачки расположены вертикально.
Ядовитые зубы змеи могут быть в длину 2,5 см. У некоторых особей зубы могут вырасти до 4 см.

## Распространение и место обитания
Бушмейстер обитает в густых тропических лесах Южной и Центральной Америки — от Коста-Рики до Бразилии (включительно), а также на острове Тринидад.
В неволе эти змеи спокойные, но прихотливые в еде и часто теряют аппетит.

## Образ жизни
Обычно бушмейстера можно встретить близ воды, он нуждается во влажных местах. От солнца бушмейстер прячется в густых зарослях, там он проводит большую часть дня. На поиски пищи отправляется только с наступлением темноты. Как и большинство других ядовитых змей, бушмейстер использует яд только во время охоты. Змея очень пуглива и избегает обжитых людьми районов.

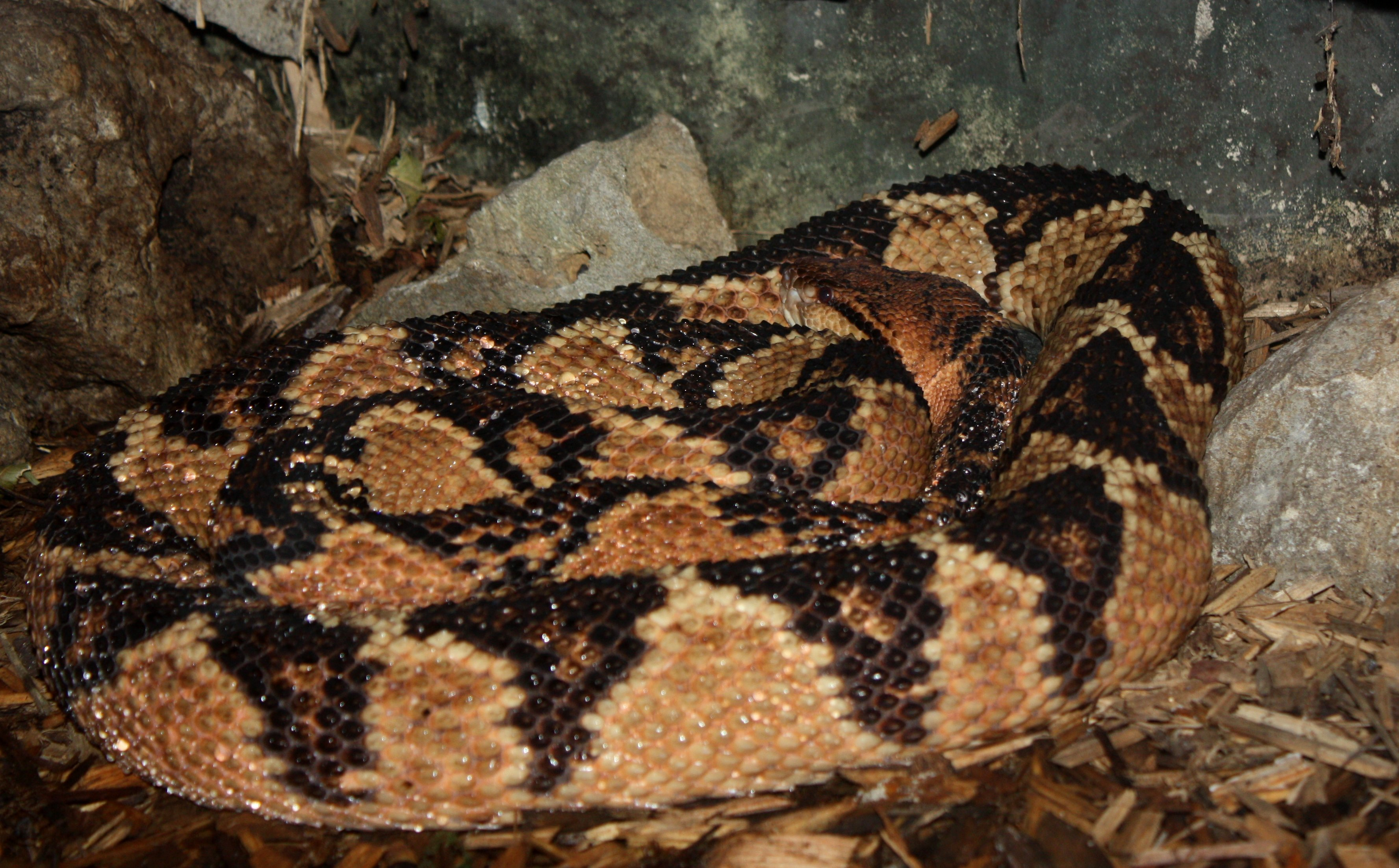

### Размножение
Полового созревания бушмейстер достигает к двум годам. С начала брачного сезона он отправляется на поиски партнёра. Самец находит самку благодаря феромонам, которые она выделяет в период спаривания. Самец, приблизившись, старается прикоснуться головой к голове самки. Если самка к нему благосклонна, то змеи начинают брачный танец, во время которого их тела переплетаются.
Бушмейстер — яйцекладущая змея. В неглубокой ямке самка откладывает 10—20 яиц, после кладки она покрывает яйца влажной почвой, что помогает поддерживать постоянную температуру, необходимую для развития. Затем самка обвивается вокруг кладки и ждет вылупления детенышей. Инкубационный период длится 76—80 дней. Молодые змеи вылупляются из яиц при помощи яичного клыка, которым они прорывают скорлупу. Вылупившись, молодые змеи сразу отправляются на охоту.

### Питание

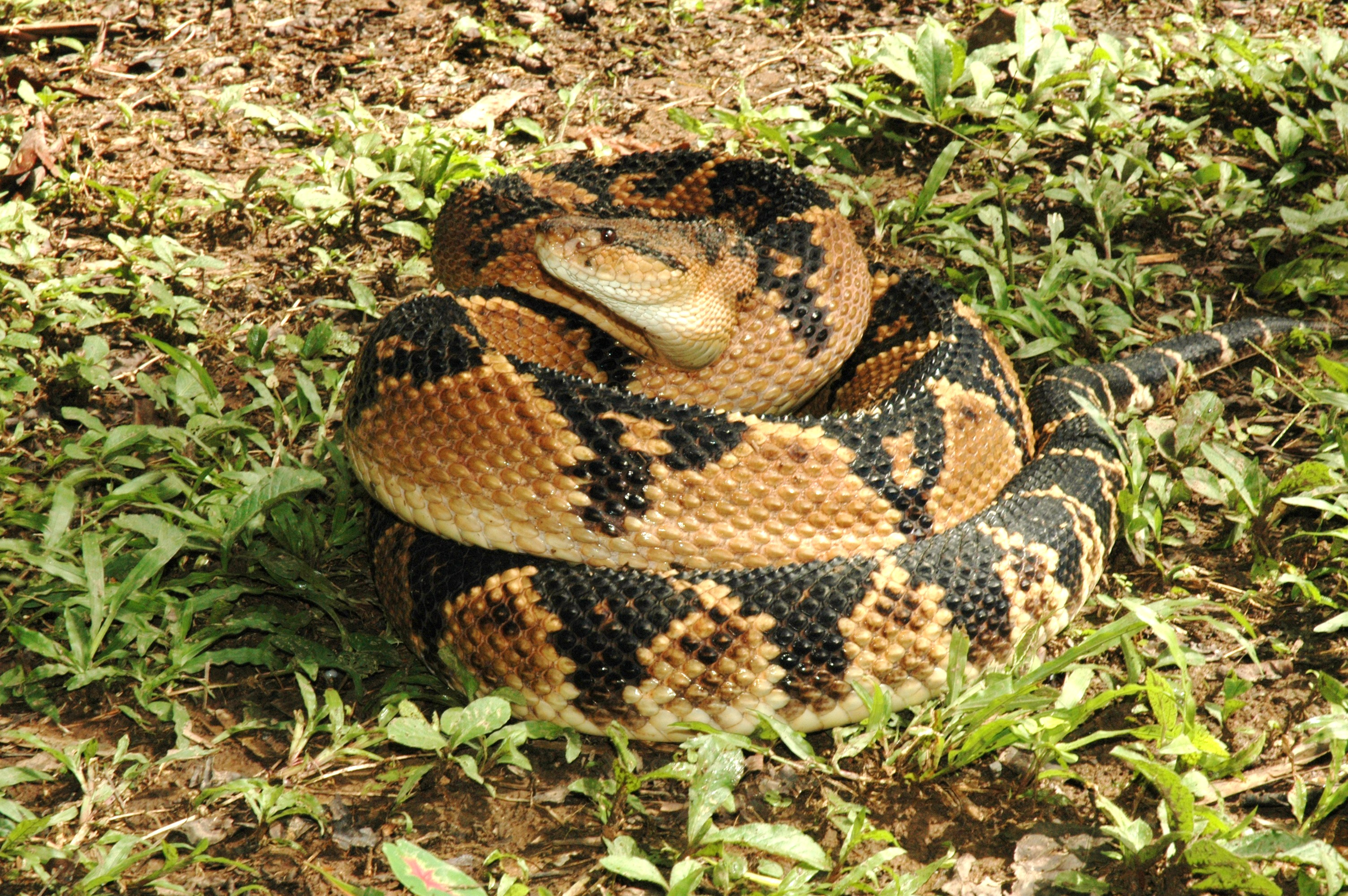

Питаются в основном грызунами, а также при случае птицами и ящерицами и другими змеями. Бушмейстер охотится ночью. Он неподвижно лежит на земле, укрываясь среди листвы, и терпеливо поджидает добычу. В ожидании может пролежать недели.
Бушмейстер устраивает засаду возле троп, по которым животные регулярно ходят на водопой или отправляются на поиски пищи. Свою жертву выслеживает при помощи термолокаторов, размещённых по бокам головы в ямках между ноздрей и глазом. Эти органы чувств есть у всех ямкоголовых змей. Чувствительные элементы термолокатора реагируют на изменение температуры, вызванное приближением теплокровного животного. Бушмейстер улавливает разницу всего в 0,003 °C.
Выследив добычу, он атакует и вонзает ядовитые зубы в тело жертвы, впрыскивая в жертву большое количество яда. Челюсти подвижно соединены между собой, поэтому змея может широко раскрыть пасть и проглотить добычу целиком. Затем мышцы глотки проталкивают пищу по пищеводу, а желудочные соки переваривают её.

## Яд
Яд бушмейстера опасен для человека, но смертность от него невысока — 10—12 %. Браун (1973) приводит для яда бушмейстера следующие LD50 для мышей: 1,5 мг/кг — внутривенное вливание, 1,6—6,2 мг/кг — внутрибрюшинно, 6,0 мг/кг — подкожно. За раз змея впрыскивает 400 мг яда в тело жертвы. Яд сильно воздействует на кровь жертвы и парализует центральную нервную систему.

## Подвиды
Некоторые авторы до сих пор описывают 2 подвида, L. m. melanocephala и L. m. stenophrys.. Хотя недавно двумя учёными, Замудио и Грином (Zamudio and Green), в 1997 году, были описаны как два отдельных вида (см. L. melanocephala и L. stenophrys).

### Подвиды
| Подвид          | Автор                | Русское название            | Географическое расположение |
| --------------- | -------------------- | --------------------------- | --- |
| L. m. muta      | (Linnaeus, 1766)     | Южноамериканский бушмейстер | Колумбия, восток Эквадора, Перу, север Боливии, восток и юг Венесуэлы, Гайана, Суринам, Французская Гвинея и большая территория Северной Бразилии |
| L. m. rhombeata | (Wied-Neuwied, 1824) |                             | Прибрежные леса юга Бразилии (от южной Риу-Гранди-ду-Норти до Рио-де-Жанейро).                                                                    |

## Охрана
Популяция бушмейстера очень низка. Так как змея обитает в нетронутых цивилизацией районах, с приходом человеческой цивилизации в ещё не освоенные места ареал змеи может быть уничтожен.

## Интересные факты
- Во время эксперимента учёные заклеивали глаза бушмейстера и, возможно, ноздри, однако благодаря термолокаторам змея продолжала безошибочно атаковать добычу.
- Зафиксировано только 25 случаев укуса бушмейстером человека. 5 из них оказались смертельными.
- Латинское название бушмейстера происходит от имени Лахезис — Мойры, Богини судьбы. Лахезис живёт на Олимпе и вынимает, не глядя, жребий, который выпадает человеку в жизни.
- В старинной легенде говорится, что бушмейстер умеет гасить пламя. Согласно другой легенде, взрослые змеи высасывают молоко у коров и спящих женщин.
- У себя на родине из-за толстой кожи он получил ещё одно название — ананасовая змея.